# Roderic Noble
Roderic Noble (Darley, 3 ottobre 1957) è un attore inglese.

## Biografia
Roderic Noble è nato il 3 ottobre 1957 a Darley, West Riding of Yorkshire, Inghilterra da Reginald e Phyllis Noble. Venne scelto per recitare nel film Nicola e Alessandra su raccomandazione alla direttrice del casting Maude Spector dal suo insegnante di dizione Michael Wilde. Venne scelto per il ruolo principalmente per la sua somiglianza con lo zarevic Aleksej. È poi apparso in un episodio della serie televisiva The Main Chance nel 1972, dopo di che ha smesso di recitare. Dopo il liceo, ha studiato geologia alla Plymouth University.

## Filmografia

### Cinema
- Nicola e Alessandra (Nicholas and Alexandra), regia di Franklin J. Schaffner (1971)

### Televisione
- The Main Chance – serie TV, 1 episodio (1972)